# Chatham Strait
Die Chatham Strait ist eine entlang einer Verwerfung verlaufende Meerenge in der Panhandle des US-Bundesstaats Alaska. Sie liegt im Alexanderarchipel und verläuft zwischen Chichagof Island und Baranof Island im Westen und Admiralty Island und Kuiu Island im Osten.
Die Chatham Strait beginnt im Norden am Kreuzungspunkt von Icy Strait und Lynn Canal und führt geradlinig Richtung Süden auf einer Länge von 240 km zum offenen Meer. Sie ist zwischen 5 und 16 km breit. Zwischen Kuiu und Admiralty Island zweigt der Frederick Sound nach Osten ab.
Die Fähren des Alaska Marine Highways verkehren in der Chatham Strait und laufen dort den Hafen von Angoon an.